# Buckollia tomentosa
Buckollia tomentosa là một loài thực vật có hoa trong họ La bố ma. Loài này được Eileen Adelaide Bruce mô tả khoa học đầu tiên năm 1936 dưới danh pháp Tacazzea tomentosa. Năm 1994 Hendrik Johannes Tjaart Venter & Rudolf L. Verhoeven chuyển nó sang chi Buckollia.

## Phân bố
Loài này có tại Ethiopia, Nam Sudan và đông bắc Uganda.